# Pelochelys cantorii
Pelochelys cantorii е вид костенурка от семейство Мекочерупчести костенурки (Trionychidae). Видът е застрашен от изчезване.

## Разпространение
Разпространен е в Бангладеш, Виетнам, Индия, Индонезия, Камбоджа, Китай, Лаос, Малайзия, Мианмар, Папуа Нова Гвинея, Тайланд и Филипини.